# نائل جميل العجلوني
نائل جميل العجلوني (توفي في 20 فبراير 2015) طبيب وسياسي أردني، شغل منصب وزير الصحة في عام 1998. وهو الشقيق الأكبر للكاتب والمخرج الأردني هايل العجلوني ووائل العجلوني.

## المناصب
وشغل نائل العجلوني منصب مدير الخدمات الطبية الملكية الأردنية برتبة لواء من 26 مايو 1988 - 15 أغسطس 1989.  أصبح وزيراً للصحة في الأردن في عام 1998 في حكومة فايز الطراونة.  بعد توليه منصب وزير، ترأس لجنة وطنية تبحث في إمكانيات التغطية الصحية الشاملة. 
وفي يناير/كانون الثاني 2010، أصبح العجلوني عضواً في مجلس أمناء المركز الوطني الأردني لحقوق الإنسان.  توفي في 20 فبراير 2015. 